# Saustatar
Saustatar (Šauštatar vagy Saussatar, néha Szaustatar formában, azaz Sauštatar) a legnagyobb kiterjedésű, de már hanyatlóban lévő Mitanni uralkodója volt az i. e. 15. század második felében. Szíriai területeit sorban vesztette el Egyiptommal szemben. Idrimi volt az utolsó mukisi király, aki még Mitanni vazallusa. III. Thotmesz hadjáratai nem eredményezték Szíria annektálását, mivel hátragyott egyes vazallus fejedelemségeket ütközőterületként. II. Amenhotep már nem jutott el az Eufráteszig, és IV. Thotmesz békét kötött Mitannival. Mitanni Saustatar alatt visszaszerezte befolyását az Orontész középső szakaszáig, sőt talán még délebbre, Palesztina vidékéig is. A későbbiekben Palesztina környékén élő hurri népesség eredetét Saustatar koráig vezetik vissza.
Ugyanakkor keleten még Arrapha tartomány is Mitanni vazallusa volt. Ez utóbbi az arraphai kormányzó, Silva-Tesub herceg nuzibeli palotájából előkerült ékírásos levél alapján bizonyos. Valószínűleg Saustatar idejében történt Assur és Ninive kifosztása is, de erről csak az I. Szuppiluliumasz és Sattivaza között kötött szerződés alapján értesülhetünk. Asszíria Tusratta idejére már nem tartozott Mitanni fősége alá, de nem tudjuk, mikor szakadt el tőle.
Saustatar birodalmának megroggyanása akkor kezdődött, amikor segítséget akart nyújtani Muvasznak, I. Muvatallisz elüldözött főemberének. A hettita–hurrita háborúban Kantuccilisz és I. Tudhalijasz legyőzték Mitannit, érdekszférájából elszakították Kizzuvatnát és Észak-Szíriát.